# (21410) Cahill
(21410) Cahill (1998 FH65) – planetoida z grupy pasa głównego asteroid okrążająca Słońce w ciągu 3,45 lat w średniej odległości 2,28 j.a. Odkryta 20 marca 1998 roku.